# Pristimantis euphronides
Espèce
Synonymes
- Eleutherodactylus urichi euphronides Schwartz, 1967
- Eleutherodactylus euphronides Schwartz, 1967

Statut de conservation UICN

 EN B1ab(iii) : En danger
Pristimantis euphronides est une espèce d'amphibiens de la famille des Craugastoridae.

## Répartition
Cette espèce est endémique de l'île de la Grenade. Elle se rencontre entre 300 et 840 m d'altitude.

## Description
Les mâles mesurent jusqu'à 27,0 mm et les femelles jusqu'à 39,4 mm.

## Publication originale
- Schwartz, 1967 : Frogs of the genus Eleutherodactylus in the Lesser Antilles. Studies on the Fauna of Curaçao and other Caribbean Islands, vol. 24, p. 1–62.